# 維丁鎮區 (明尼蘇達州克萊縣)
維丁鎮區（英語：Viding Township）是位於美國明尼蘇達州克萊縣的一個行政鎮區。

## 地方資料
維丁鎮區的面積為92.60平方千米，當中陸地面積為92.60平方千米，而水域面積為0.00平方千米。根據2020年美國人口普查的數據，當地共有人口98人，而人口密度為每平方千米1.06人。